# Космос-398
Ко́смос-398 (индекс ГУКОС —11Ф94, «Т2Л», «Т2К» № 2) — советский беспилотный космический аппарат запущенный для проведения второго испытательного полёта лунного корабля «11Ф94» в рамках лунной программы по высадке человека на поверхность Луны.
В ходе полёта были проведены испытания лунного посадочного модуля «Т2К» на околоземной орбите.

## Описания полёта

### Запуск
Космический аппарат «Космос-398» был запущен 26 февраля 1971 года ракета-носителем «Союз-Л» (индекс — 11А511Л, серийный номер — Ю15000-16) со стартовой площадки № 31 космодрома Байконур.
Официальная цель полёта — исследование верхних слоев атмосферы и космического пространства.

### Программа полёта
На околоземной орбите предполагалось провести испытания двигательной установки и отработку технических нюансов штатной посадки лунного модуля «ЛК».
Программа полёта была аналогична программе полёта «Космос-379», запущенного 24 ноября 1970 года, и предполагала следующее:
- Выход на низкую околоземную орбиту — после запуска аппарат вышел на орбиту высотой 189—252 км[3];
- Имитация перелёта к Луне — 29 февраля 1971 года космический аппарат совершил два включения двигательных установок блока «Е» и вышел на орбиту 203 — 10 903 км[5];
- Имитация выхода на лунную орбиту — после стабилизации на орбите, КА начал постепенное увеличение скорости полёта до 1,5 км/с;[5]
- Имитация сближения и стыковки с кораблём Союз-7К-ОК — в ходе отработки программ перелёта и выхода на орбиту космический аппарат совершил серию манёвров по коррекции траектории движения[2].

Беспилотный космический аппарат «Космос-398» успешно выполнил программу полёта.
Испытательные полёты космических аппаратов серии «Т2К» помогли обнаружить характер влияния газовых струй реактивных двигателей двигательных установок ориентации космического корабля на сигналы ионных датчиков систем ориентации. Воздействие на датчики отмечалось практически сразу после начала истечения газовой струи из двигателей систем ориентации.

### Сход с орбиты
Утром 10 декабря 1995 года информ-агентства Службы контроля космического пространства Войск ПВО России и Американской сети космического слежения при Командования североамериканской космической обороны распространили сообщение следующего содержания: 

В ближайшие часы над южной частью Атлантического океана войдет в атмосферу космический аппарат, имеющий международное регистрационное обозначение «1971-016А». По утверждению компетентных лиц, сход спутника с орбиты опасности не представит, даже если некоторые массивные детали аппарата достигнут поверхности планеты. Падение должно произойти в пустынном районе.
Вечером того же дня КА «Космос-398» сошёл с орбиты и вошёл в плотные слои атмосферы над акваторией Тихого Океана и затонул юго-восточнее Гавайских островов.